# Hudson (Iowa)
Hudson é uma cidade localizada no estado americano de Iowa, no Condado de Black Hawk.

## Demografia
Segundo o censo americano de 2000, a sua população era de 2117 habitantes.
Em 2006, foi estimada uma população de 2139, um aumento de 22 (1.0%).

## Geografia
De acordo com o United States Census Bureau tem uma área de
19,9 km², dos quais 19,9 km² cobertos por terra e 0,0 km² cobertos por água. Hudson localiza-se a aproximadamente 292 m acima do nível do mar.

## Localidades na vizinhança
O diagrama seguinte representa as localidades num raio de 16 km ao redor de Hudson.